# Hammer a. d. Uecker
Die Gemeinde Hammer a. d. Uecker gehört zum Amt Torgelow-Ferdinandshof und liegt im Landkreis Vorpommern-Greifswald in Mecklenburg-Vorpommern. Bis zum 24. März 1994 hieß die Gemeinde Hammer a. Uecker.

## Geografie
Die Gemeinde mit dem zugehörigen Ortsteil Liepe liegt am Westufer des Flusses Uecker inmitten der Ueckermünder Heide. Das Gebiet um Hammer ist flach und waldreich. Östlich der Straße von Hammer nach Liepe befindet sich ein Teil eines Truppenübungsplatzes (Stallberg – Drögeheide – Spechtberg – Karpin). Zur Gemeinde gehört noch der Ausbau Försterei.
Umgeben wird Hammer a. d. Uecker von den Nachbargemeinden Torgelow im Norden, Viereck im Südosten und Jatznick im Südwesten.

## Geschichte
Der Name Hammer lässt vermuten, dass die Raseneisenerz-Vorkommen im Gebiet schon im Mittelalter verarbeitet wurden. Als 1756 eine Eisenhütte im nahen Torgelow errichtet wurde, stand der Ort Hammer unter der dortigen Hüttenverwaltung.
Am 1. Juli 1950 wurde die bis dahin eigenständige Gemeinde Liepe eingegliedert.
Das wiesen- und waldreiche Gebiet inmitten der Ueckermünder Heide bietet günstige Wohnlagen, für die die Gemeinde gute Voraussetzungen geschaffen hat. Das Straßen- und Wegenetz wurde in den letzten Jahren saniert.

## Politik

### Bürgermeister
- 1946–1947: Helene Medrow (* 1902; † 1976)[3]
- Mai 2014: Petra Mädl (CDU)
- 2024: Zobel Daniel

### Gemeindevertretung
Die Gemeindevertretung Hammer hat sechs Mitglieder.
| Wahlgruppe                | Wahl 2014 | Wahl 2019 |
| ------------------------- | --------- | --------- |
| CDU                       | 4         | 4         |
| Einzelbewerber Clementz   | 1         | 1         |
| Einzelbewerberin Klementz | 1         | 1         |
| Einzelbewerberin Neideck  | n.k.      | 0         |

### Landtagswahlen
Bei der Landtagswahl in Mecklenburg-Vorpommern 2011 stimmten 26 Prozent der Wähler für die NPD (2006: 18,1), 24 Prozent für die CDU (28,9), 21,9 Prozent für die SPD (21,3) und 15,3 Prozent für Die Linke (15,3).

### Dienstsiegel
Die Gemeinde verfügt über kein amtlich genehmigtes Hoheitszeichen, weder Wappen noch Flagge. Als Dienstsiegel wird das kleine Landessiegel mit dem Wappenbild des Landesteils Vorpommern geführt. Es zeigt einen aufgerichteten Greifen mit aufgeworfenem Schweif und der Umschrift „GEMEINDE HAMMER A. D. UECKER * LANDKREIS VORPOMMERN-GREIFSWALD“.

## Sehenswürdigkeiten
- Heimatstube[8]

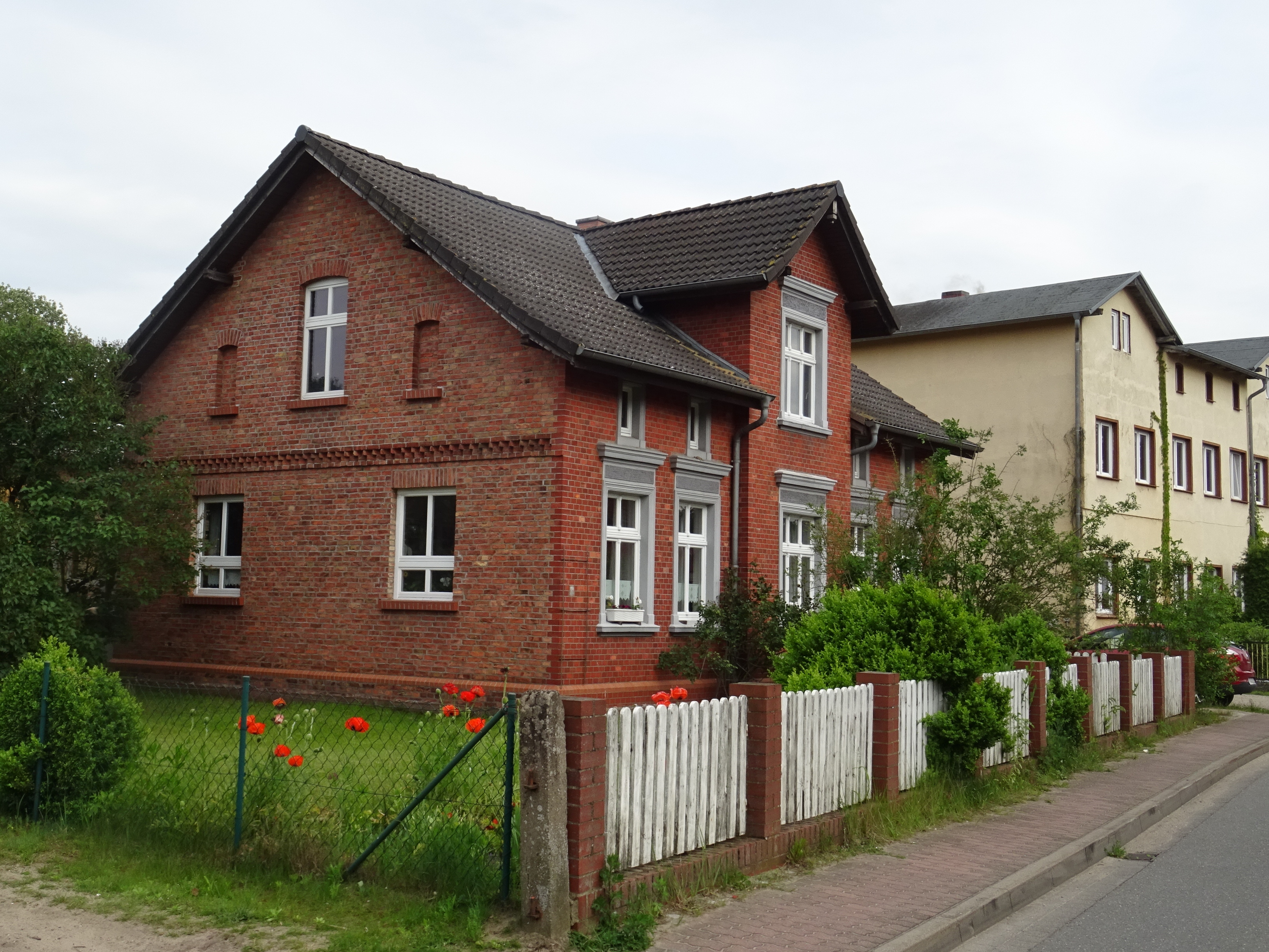
Denkmalgeschütztes Wohnhaus im Hammer

- 350 Jahre alte Eichenallee im Ortsteil Liepe, eine 1907 errichtete Dorfschule mit integrierter Kapelle und ein nach dem Dreißigjährigen Krieg errichtetes schwedisches Blockhaus.

## Verkehrsanbindung
Von der B 109 (Berlin–Greifswald) gelangt man über die ausgebaute Landesstraße 32 nach Hammer an der Uecker, nach Norden besteht eine Straßenverbindung über Torgelow nach Ueckermünde. Drei Kilometer von Hammer entfernt liegt der Bahnhof Jatznick an der Hauptbahnstrecke Berlin–Stralsund.